# Elecciones comunales de Camboya de 2012
Las elecciones comunales o locales de Camboya se llevaron a cabo el 3 de junio de 2012 para escoger 1.633 alcaldes comunales y 11.459 miembros del Consejo Comunal, siendo las terceras elecciones locales directas en la historia del país. El Partido Popular de Camboya obtuvo un amplio triunfo con 1.592 alcaldes y 8.292. La participación decayó bastante, con solo 65% de los votantes presentando sufragio.

## Sistema electoral
El Consejo comunal cuenta con 11.459 miembros (5 a 11 por comuna en función de su geografía o demografía) elegidos a través de un sistema proporcional en el que los partidos políticos nacionales registrados presentan candidatos de por lo menos dos veces el número de asientos en cada comuna. No se permiten candidaturas independientes. Concejales de la comuna votan en nombre de sus electores en las elecciones del Senado.